# Liste des intendants de la généralité de Besançon
La Généralité de Besançon est la circonscription des intendants de Franche-Comté, leur siège est Besançon.
Les intendants de police, justice et finances sont créés en 1635 par un édit de Louis XIII, à la demande de Richelieu pour mieux contrôler l'administration locale.

## Liste des intendants de la généralité de Besançon
| Date                            | Nom |
| ------------------------------- | --- |
| 19 février 1668 - juin 1668     | Michel Le Peletier de Souzy (13 juillet 1640-10 décembre 1725) frère de Claude Le Pelletier, contrôleur général des finances conseiller au parlement de Paris en 1665, il est le premier intendant de Franche-Comté nommé pendant la première occupation par la France avant la signature du traité d'Aix-la-Chapelle par la lettres-patentes de Louis XIV : «Louis, par la grâce de Dieu roi de France et de Navarre, à notre amé et féal conseiller, le sieur Le Pelletier de Souzy, salut. La Franche-Comté de Bourgogne étant présentement soumise à notre obéissance, et jugeant important à notre service et pour le maintien des peuples et de nos troupes tant d'infanterie que de cavalerie qui y sont et y seront cy-après en garnison, d'établir une personne capable et expérimentée et en la fidélité et affection de laquelle nous puissions prendre une entière confiance pour exercer l'intendance de la justice, police et finances dans ladite province, nous avons estimé que nous ne pouvons, pour cette fois, faire un meilleur choix que de vous, pour la parfaite connaissance que nous avons de votre capacité et expérience au fait de la justice et au maniement des affaires, diligence et sage conduite et de votre fidélité et affection à notre service, dont vous avez donné des preuves en plusieurs charges et emplois importants, ce qui nous fait espérer que vous nous servirez utilement en celui-ci. À ces causes et autres à ce nous mouvants, Nous vous avons commis, ordonné et établi, commettons, ordonnons et établissons par les présentes». Il est ensuite nommé intendant à Lille (1668-1683), puis intendant des finances (1684-1700), directeur des fortifications en 1704 ; il fait partie du conseil de régence après la mort de Louis XIV |
| juin 1674 - février/mars 1675   | Germain-Michel Beaulieu de Camus ( -1704) il est nommé après la seconde conquête de la Franche-Comté. Il est choisi par Louis XIV comme intendant de l'armée de Catalogne en 1675. Il cumule avec la charge d'intendant du Roussillon (1676-1681) et de procureur général du roi jusqu'en 1680 puis reste procureur général jusqu'à sa mort en 1704 |
| 4 mars 1675 - novembre 1683     | Louis III Chauvelin (18 août 1642-30 juillet 1719) seigneur de Grisenoy et de Chandeuil conseiller au Châtelet par provisions du 21 janvier 1666, reçu le 16 février suivant ; conseiller au parlement de Paris, reçu le 6 septembre 1669 ; intendant d'armée en Italie, intendant de Franche-Comté, le 4 mars 1675 ; il est ensuite intendant de la généralité d'Amiens (1683-1694). Maître des Requêtes le 21 mars 1681 ; maître des Requêtes honoraire le 2 septembre 1691 ; conseiller d'État semestre le 31 juillet 1691, conseiller d'État ordinaire le 2 avril 1704 |
| 1683-1686                       | Claude de La Fond ( -1719) sieur de La Beuvrière, La Ferté-Gilbert et Limery, Saint-Georges, Lezernay, Diou, Paudy, La Ferté-La-Fond et autres lieux |
| 1686-1688                       | Arnaud II de Labriffe (1649-1700) seigneur de Ferrières-en-Brie Conseiller au Châtelet par provisions du 6 mars 1666, reçu le 23 suivant, conseiller au parlement de Paris, reçu le 20 avril 1674. Maître des Requêtes le 14 mars 1676. Président du Grand Conseil en 1683. Intendant de Rouen, en 1686. Procureur général des Grands Jours de Poitiers en 1688. Procureur général du parlement de Paris en 1689 |
| 1688-1698                       | Claude de La Fond ( -1719) sieur de La Beuvrière, La Ferté-Gilbert et Limery, Saint-Georges, Lezernay, Diou, Paudy, La Ferté-La-Fond et autres lieux il est ensuite nommé intendant d'Alsace (1698-1700) |
| 1698-1700                       | Jean Baptiste Desmarets de Vaubourg (1646-1740) seigneur de Cramaille et de Saponay Il a été auparavant intendant en Navarre et Béarn (1685-1687), intendant en Auvergne (1687-1691), intendant en Lorraine et Barrois (1691-1697), puis à Rouen (1700-1701) |
| août 1700 - novembre 1702       | André d'Harouys de La Seilleraye (1661-1731) seigneur de La Rivière et de La Seilleraye Il est ensuite intendant de Champagne (1703-1711) |
| janvier 1703 - mai 1708         | Louis de Bernage (3 mars 1663-25 novembre 1737) seigneur de Saint-Maurice et de Vaux conseiller au Grand Conseil en 1687, maître des requêtes en 1689. Il était auparavant intendant à Limoges (1694-1703), puis intendant de la généralité d'Amiens (1708-1718) et intendant du Languedoc (1718-1725) |
| 24 mai 1708 - septembre 1717    | Pierre Hector Le Guerchois (28 octobre 1670-27 mars 1740) seigneur de Sainte-Colombe il était auparavant intendant à Alençon (1705-1708) |
| 4 septembre 1717 - 30 mars 1718 | Olivier François de Paule Lefèvre d'Ormesson (2 octobre 1686-30 mars 1718) seigneur de Cheray conseiller au parlement de Paris en 1709, maître des Requêtes de l'Hôtel du roi en 1713, intendant à Riom (1715-1717) |
| 11 avril 1718 - juillet 1734    | Charles Deschiens de La Neuville (28 septembre 1667-7 mars 1737) conseiller au Parlement de Pau en 1692, maître des requêtes en 1707, il a été intendant en Béarn (1710-1711) et intendant en Roussillon (1711-1716), président à mortier au parlement de Pau |
| 30 juillet 1734-1er mars 1743   | Barthélémy de Vanolles (10 novembre 1684-16 août 1770) Conseiller au Grand Conseil en 1707, maître des requêtes en 1722. intendant à Moulins (1729-1734), puis intendant de l'armée de Bavière, enfin intendant d'Alsace en 1744 |
| 16 février 1744 - 1750          | Jean Nicolas Mégret de Sérilly (15 mars 1702-15 octobre 1752) comte de Chapelaine, seigneur de Sommessous, Auximont et Vassimont avocat général à la Cour des Aides de Paris en 1726, maître des requêtes en 1732, nommé intendant à Auch (1740-1743), intendant de Franche-Comté, puis intendant d'Alsace (1750-1752) |
| 30 juillet 1750-1754            | Jean Louis Moreau de Beaumont (ou de Nassigny) (28 octobre 1715-22 mai 1785) seigneur de Beaumont Conseiller au parlement de Paris en 1736, maître des requêtes en 1740, président du Grand Conseil en 1745. Il a été intendant du Poitou (1747-1750), puis intendant de Flandre (1754-1756), puis est nommé intendant des finances (1756-1770) et conseiller d'État ordinaire et au Conseil Royal du Commerce |
| 26 septembre 1754- 1761         | Pierre Étienne Bourgeois de Boynes (30 novembre 1718-17 septembre 1783) marquis de Boynes, comte de Gueudreville, marquis de Sains, baron de Laas Conseiller au parlement de Paris en 1739, maître des requêtes en 1745, président au Grand Conseil en 1751. Il est en même temps premier président du Parlement de Besançon. Il est entre 1771 et 1774 secrétaire d'État à la Marine |
| avril 1761 - avril 1784         | Charles André de Lacoré (23 août 1720-2 novembre 1784) Conseiller au parlement de Paris en 1741, maître des requêtes en 1749, il fut président au Grand Conseil en 1756, intendant à Montauban (1758-1761). Il a été Grand maître et protecteur perpétuel de la loge maçonnique La Sincérité |
| 1784-1790                       | Marc Antoine Le Fèvre de Caumartin de Saint-Ange (1751-1803) fils d'Antoine-Louis-François Lefebvre de Caumartin, prévôt des marchands de Paris Il émigre a début de la Révolution |